# Marie Pavlíčková-Šmelíková
Marie Pavlíčková-Šmelíková, v matrice Maria Vincencia Šmeliková (2. listopadu 1876 Grygov – 21. září 1964 Bruntál) byla moravská pedagožka a spisovatelka, píšící i v hanáckém nářečí.

## Životopis
Rodiče Marie byli Karel Šmelik učitel v Grygově (1849–1931) a Wilhelmina Šmeliková-Kočířová (1838–1922), vzali se 20. 7. 1874. Měla bratra Maxmiliana Františka Šmelika (1878–1950). Byla druhou manželkou Františka Pavlíčka (1864–1933), inspektora českých státních drah, svatbu měli r. 1901. Měli spolu dvě dcery: Marii a Květoslavu.
Marie byla učitelka, působila delší dobu v Ivanovicích na Hané, zabývala se hanáckým národopisem a folklórem, autorka literárních prací v hanáckém nářečí.

## Dílo

### Literární práce
- Hanácký mrskut: [národopisný obraz] – zhudebnil Jaroslav Svoboda. Olomouc: Promberger, 1914
- Sen Hanácké nevěsty
- Zimní maluvke
- Obecní sépka
- Šperke o stréčka Lakomyho